# گمینا لاسکووا
گمینا لاسکووا (به لهستانی:  Gmina Laskowa) یک گمینا در لهستان است که در شهرستان لیمانووا واقع شده‌است. گمینا لاسکووا ۷۲٫۸۲ کیلومتر مربع مساحت و ۷٬۴۱۰ نفر جمعیت دارد.